# Zbiorowe zatrucie Salmonellą w Centrum Szkolenia Straży Granicznej w Kętrzynie
Trwa dyskusja nad usunięciem tego artykułu, kliknij i weź w niej udział.
Zbiorowe zatrucie w Centrum Szkolenia Straży Granicznej w Kętrzynie miało miejsce w kwietniu 2025 roku. Poszkodowanych zostało ponad 150 słuchaczy placówki, wśród nich 83 (liczba rosła w kolejnych dniach) trafiło do szpitala. Sanepid potwierdził, że przyczyną zatruć była salmonella.
Chorzy zostali umieszczeni w szpitalach m.in. w Giżycku, Piszu, Ostródzie i Elblągu. Sanepid i policja podjęły działania w sprawie tego samego zatrucia.
Sytuacja ta spowodowała czasowe zawieszenie zajęć dydaktycznych w Centrum.